# Капю, Альфред
Альфре́д Капю́, (фр. Alfred Capus; 25 ноября 1857 или 1858, Экс-ан-Прованс — 1 ноября 1922, Нейи-сюр-Сен) — французский журналист, романист и драматург; главный редактор «Le Figaro», член Французской академии. Также известен под псевдонимами Canalis и Graindorge.

## Ранние годы
Альфред Капю родился в Экс-ан-Прованс провинции Прованс в семье адвоката. Получив среднее образование в лицее Тулона (lycée de Toulon), он в 1872 году четырнадцатилетним подростком переезжает в Париж, чтобы продолжить образование в лицее Фонтанес позже Лицей Кондорсе, где, ведет шумную и жизнерадостную жизнь в своей квартире на Rue de Châteaudun. Затем он делает неудачную попытку поступить в политехническую школу.
В 1876 году он сдает экзамены и поступает в Горный институт l'École des Mines, заняв 16 место из 22 допущенных к программе подготовки гражданских инженеров. Примечательно, что на вступительных экзаменах лучшие знания он показал по французскому языку, превзойдя оценки по физике и математике..
Однако, Капю не суждено стать специалистом в области горных технологий и разработок. Он бросает институт и некоторое время работает промышленным дизайнером, после чего обращается к журналистике.

## Журналист
Одной из первых статей, опубликованных им, оказался некролог Чарлза Дарвина.
Великий английский ученый, умер 19 апреля 1882 года, и случилось так, что никто из одиннадцати сотрудников небольшой газеты Le Clairon, с которым сотрудничал Капю не решался написать некролог, требовавший серьезных знаний. Капю, изучавший теорию Дарвина, взялся за эту работу и с успехом её выполнил показав свою научную подготовку и эрудицию.
Его статьи с возрастающим успехом регулярно появлялись в ведущих журналах и газетах Франции : du Gaulois, затем в l'Écho de Paris, de l’Illustration. Он также написал несколько статей для газеты Le Figaro, под псевдонимом Graindorge. В 1899 году P. Ollendorff в «Paris-Parisien» назвал Альфреда Капю «notoriété des lettres», подчеркивая его талант в духовном и философском наблюдении буржуазных кругов Франции.
Успех породил признание публики и материальное благополучие. Он переселяется сначала на Rue Drouot, а затем на Rue Drouot.

## Романист и драматург
Параллельно с журналистской деятельностью Капю создавал и художественные произведения.
Свои первые романы «Честные люди» (Les honnêtes gens 1878), «Муж поневоле» (Le mari malgré lui 1879) написаны в соавторстве с Vonoven.
Его романы, «Неудачник» (Qui perd gagne) (1890), "Фальстарт "(Faux départ) (1891), «Год приключений» (Année des d’aventures) (1895), описывают становление трех молодых людей в начале их карьеры.
Критика благожелательно восприняла произведения Капю. «Почти шедевр — один из редких романов, воплощающи глубокое духовное наблюдение буржуазной кругов» так Жюль Леметр, отзывался о его «Неудачнике».
Переработав полюбившийся публике роман Капю, на его основе создает свою первую комедию, «Brignol и sa fille» (постановка театра «Водевиль», ноябрь 1894). Последующие постановки пользовались неизменным успехом: Maris, de Léontine, M. Piégeois, la Veine и др.
К Альфреду Капю приходит общественное признание.
После смерти Гастона Кальметт, в 1914 году, его избирают на пост главного редактора Газеты Le Figaro, в котором он ежедневно, с большим патриотизмом в течение четырех лет войны, публиковал военный бюллетень. Он становится президентом Общества литераторов (фр. Société des gens de lettres).
12 февраля 1914 года Альфред Capus 16 голосами был избран во Французскую Академию, заняв кресло 24, принадлежавшее до этого Анри Пуанкаре.
Альфред Капю не остается безучастным и к событиям в России. Ряд статей он посвятил политике молодого советского государства и, прежде всего, её лидеру Ленину.
Альфред Кпю умер 1 ноября 1922 года, похоронен на кладбище Пер-Лашез, секция 93.

## Отзывы современников
По отзывам современников Альфред Капю обладал добродушным характером. Его тонкая ирония и доброжелательный оптимизм, сочетались с его очевидным скептицизмом с выражением просвещенного снисхождения, свойственных образованным людям с глубокими философскими взглядами.
Работа Капю в Le Figaro снискала ему всеобщую репутацию человека полного остроумия, а театр расширил и укрепил это представление. Он почти ежедневно выстраивал разговоры своих персонажей, став одним из лучших мастеров диалога; Он привнес, в этот жанр, естественность, гибкость и простоту, уместность и богатство выражения, которые в свою очередь внесли свой вклад в успех его комедий.
Рене Думик — директор Французской академии так отозвался об Альфреде Капю — «Великий литератор, лучший и самый любезный из коллег, он был среди тех, кто не имеет врагов!»

## Афоризмы[16]
- Боже, избавь меня от физических мук, с душевными я и сам как-нибудь справлюсь!
- Разговорами нельзя изменить — мнение собеседника, но порой удается изменить — своё собственное.
- Двое мужчин, обманутые одной и той же женщиной, — немножко родственники.
- Есть женщины, которые не любят мучить нескольких мужчин сразу и сосредотачиваются на одном: это верные женщины!
- Если у женщины есть профессия, ей не нужен муж — достаточно любовника.

## Основные работы
Романы
- 1878 :Честные люди (Les honnêtes gens) в соавторстве с Vonoven
- 1879 :Муж по неволе (Le mari malgré lui 1879) в соавторстве с Vonoven
- 1890 :Неудачник (Qui perd gagne)
- 1891 :Faux départ
- 1895 :Années d’aventures
- 1910 :Robinson

Театр
- 1894 : Brignol et sa fille
- 1896 : Innocent (en collaboration avec Alphonse Allais)
- 1897 : Petites folles
- 1898 : Mariage bourgeois
- 1900 : La bourse ou la vie
- 1900 : Les maris de Léontine (экранизация 1928 Robert Wiene, 1947 René Le Hénaff)
- 1901 : La Veine, fr:Théâtre des Variétés
- 1902 : Les Deux Écoles, fr:Théâtre des Variétés
- 1902 : La Châtelaine (créée par Гитри, Люсьен la même année)
- 1904 : Notre jeunesse, Комеди Франсез
- 1905 : Les Deux Hommes, Комеди Франсез, 24 février
- 1905 : Monsieur Piégeois
- 1906 : Les Passagères, Théâtre de la Renaissance, 9 octobre
- 1908 : Les Deux Hommes
- 1908 : L’Oiseau blessé, Théâtre de la Renaissance
- 1909 : Un ange, Théâtre des Variétés
- 1910 : L’Aventurier, comédie en quatre actes, fr:Théâtre de la Porte-Saint-Martin, 4 novembre
- 1911 : Les Favorites, fr:Théâtre des Variétés
- 1913 : Hélène Ardouin, fr:Théâtre du Vaudeville
- 1913 : L’Institut de beauté, fr:Théâtre des Variétés
- 1921 : La Petite Fonctionnaire comédie musicale en trois actes d'André Messager, livret Alfred Capus et Xavier Roux, Théâtre Mogador, 14 mai

## Экранизации произведений
По комедии Альфреда Капю Les maris de Léontine 1900 года были поставлены немецкий фильм Leontines Ehemänner (с нем. — «Мужья Леонтине») режиссёра Роберта Вине, выпущенный в 1928 году, и фильм 1947 года Les Maris de Léontine французского режиссёра René Le Hénaff.